# Kuemmerling

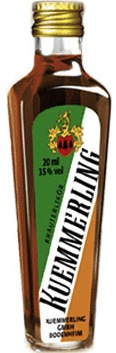
Традиционная бутылочка Kuemmerling

Kuemmerling (нем. Kümmerling) — немецкий ликёр на травах, относящийся к группе Kräuterlikör («полугорьких ликёров»).
Горькая настойка (содержит 35 % алкоголя) выпускается в Боденхайме с 1963 по традиционному рецепту, придуманному в 1938 году. В день разливается около миллиона традиционных 0,02 литровых бутылочек.

## История
В 1921 году Гуго Кюммерлинг начал в Десбахе (Тюрингия) производство травяных ликёров. Секретный рецепт был придуман Кюммерлингами в 1938 году. Фирма была основана в 1945 в месте, где в наши дни находятся зона затопления плотины Leibis-Lichte, сегодня об этом месте напоминает обелиск. Переезд в Кобург в Баварию состоялся в 1949. Благодаря успешным действиям зятя Кюммерлинга, Йоханеса Перша Митте (Johannes Persch Mitte), было создано успешное промышленное производство и маркетинг.
В 1963 году состоялся перенос производства в Боденхайм, где оно расположено по сегодняшний день.
В 2001 года Kuemmerling GmbH присоединился к британскому спиртовому концерну Allied Domecq. В честь присоединения в 2004 году был выпущен Kuemmerling со вкусом апельсина. После покупки Allied Domecq фирмой Pernod-Ricard в 2005 году, произошло отделение Kuemmerling от американского концерна Fortune Brands. После этого предприятие было переименовано в Beam Global Operations Deutschland GmbH. В настоящее время на нём работают 55 человек. Кроме Kuemmerling в Боденхайме также производятся традиционный Коньяк JACoBI '1880' и Виски Князь Бисмарк. В июле планы взять под свой контроль Kuemmerling озвучил немецкий производитель игристых вин Henkell & Co Sektkellerei KG, также расположенный в Боденхайме.

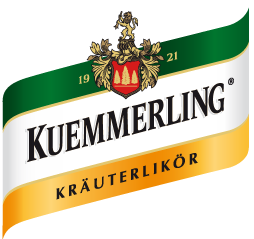
Логотип Kuemmerling
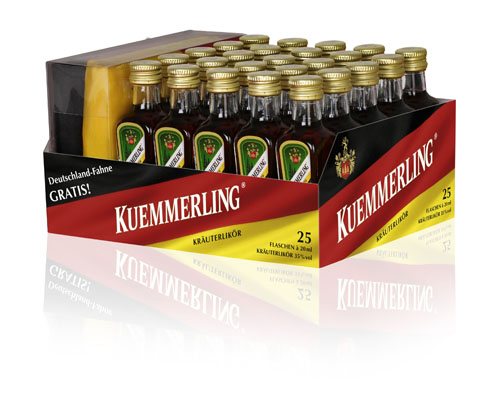
Упаковка
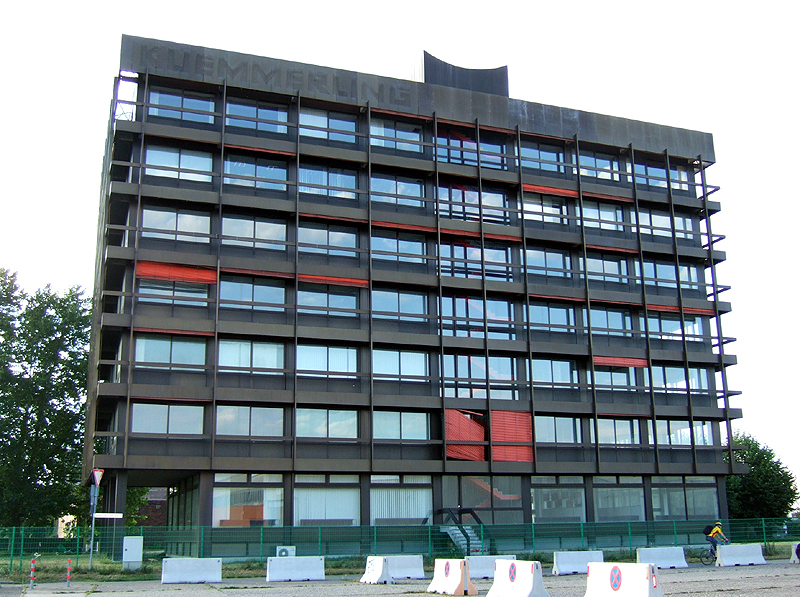
бывший офис Kuemmerling в Боденхайме
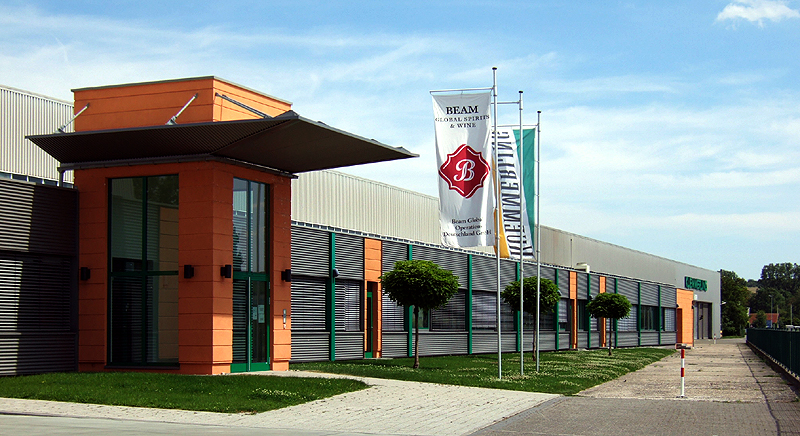
Предприятие Kuemmerling в Боденхайме